# Susanne Hart
Susanne Hart (* 19. Mai 1927 in Wien, Österreich als Susanne Widrich; † 6. Januar 2010 in Südafrika), auch als Sue Hart oder Susanne Harthoorn bekannt, war eine südafrikanische Tierärztin und Umweltschützerin.

## Leben und Wirken
Sue Hart wurde in Wien als Tochter von Edward und Tekla Widrich geboren. Sie wuchs in London auf und besuchte das Mädcheninternat Heatherton House in Amersham. Nach der Graduierung am Royal Veterinary College in London im Jahre 1950 arbeitete sie zunächst an der Purdue University in West Lafayette, Indiana. In den 1950er-Jahren zog sie nach Port Elizabeth in Südafrika.
Nach einer gescheiterten ersten Ehe mit einem Südafrikaner namens Dennis Solomon, aus der zwei Kinder hervorgingen, heiratete sie den Tierarzt Toni Harthoorn, der durch die Entwicklung der ersten wirkungsvollen Betäubungspfeile für afrikanisches Großwild bekannt geworden ist. 1964 zogen Hart und ihr Ehemann nach Kenia, wo sie die Bekanntschaft mit George Adamson machten. Adamson wurde Sue Harts Mentor, von dem sie alles über den Umgang mit wilden Tieren lernte. Die Harthoorns bauten eine Veterinärstation für Wildtiere auf, die unter anderem durch die spektakuläre Augenoperation an George Adamsons Löwen Ugas unter freiem Himmel bekannt wurde. In den 1960er-Jahren wurde der aus Ungarn stammende amerikanische Filmproduzent Ivan Tors auf das Projekt aufmerksam und war davon so angetan, dass es ihm als Inspiration für das Wameru Study Center For Animal Behaviour im Fernsehfilm Clarence, der schielende Löwe und in der populären Fernsehserie Daktari diente. 1969 beschrieb Sue Hart diese Zeit in ihrem Buch Abenteuer mit Daktari. 1967 fungierte sie als Geschichtenerzählerin in fünf Folgen der BBC-Kinderserie Jackanory.
Nach der Scheidung von Tony Harthoorn im Jahr 1973 kehrte Sue Hart Mitte der 1970er-Jahre nach Südafrika zurück. 1985 gründete sie in Mpumalanga in Südafrika die gemeinnützige Organisation Ecolink, die sich für Umweltschutzprojekte einsetzt und Waisenkinder unterstützt, die ihre Eltern durch die Immunschwäche-Krankheit AIDS verloren haben.

## Filmografie
- 1967: Jackanory (Erzählerin, 5 Folgen)
- 2007: Daktari – Die wahre Geschichte (The Real Daktari) (Deutsche Dokumentation mit Interviews und Aufnahmen aus Sue Harts Vergangenheit)

## Schriften (Auswahl)
Autorenname manchmal als Susanne Harthoorn oder Sue Hart angegeben.
- 1966: Too Short a Day: A Woman Vet in Africa. ISBN 0-8008-7750-0.
- 1969: Life with Daktari: Two Vets in East Africa. ISBN 0-7138-0234-0 (deutsch: Abenteuer mit Daktari. ISBN 3-552-02119-1. Übersetzt von Henry Jelinek, erschienen 1969 im Paul-Zsolnay-Verlag, Wien, Hamburg)
- 1972: Listen to the Wild. ISBN 0-00-211487-9 (deutsch: Tiere in unserer Hand. Abenteuer einer Tierärztin in Afrika. ISBN 3-552-02505-7. Übersetzt von Ernst Burger, erschienen 1973 im Paul-Zsolnay-Verlag, Wien, Hamburg)
- 1974: In the wild. ISBN 0-949973-06-8.
- 1977: Back in the Wild. ISBN 0-00-262049-9.
- 1979: Tales of the Full Moon. ISBN 0-7994-0557-4.
- 1982: Conservation and Environment. ISBN 0-7992-0504-4.
- 1986: The Forever Tree. ISBN 0-86850-116-6.
- 1987: Hold My Paw. ISBN 0-947054-18-9.
- 1995: Dr. Sue: A Vet in Africa. ISBN 0-86975-461-0.